# Vera Gutkina
Vera Gutkina (en russe : Вера Авраамовна Гуткина ; née le 9 février 1953 et morte le 22 décembre 2022) est une peintre, poétesse et écrivaine soviéto-israélienne.

## Formation
Vera Avramovna  Gutkina est née à Moscou dans une famille de scientifiques. Son père, Avram Gutkin, qui a servi dans l’Armée rouge pendant la Seconde Guerre mondiale est professeur de physique à l’Institut d’ingénierie électrique de Moscou. Sa mère, Faïna Tsizinia, est ingénieure, et son frère, Evgueni Gutkin, est professeur de mathématiques à l'université de Californie du Sud et à l'université Nicolas-Copernic de Toruń. Pendant plusieurs années, Vera Gutkina et son père sont des refuzniks, se voyant ainsi refuser l’autorisation d’émigrer en Israël.
En 1977, Gutkina obtient une maîtrise en ingénierie. Elle n'exerce cependant jamais dans ce domaine, préférant consacrer sa vie à la peinture et à l'écriture. À l’âge de 21 ans, elle est acceptée comme élève par Vladimir Chtranikh (ru), peintre russe, disciple de l'impressionniste russe Konstantin Korovine.

## Vie en Israël
Gutkina émigre en Israël en 1982 et s'installe à Jérusalem. Ses œuvres sont exposées en permanence à la galerie Nora, la galerie Ella, la Maison des Artistes de Jérusalem et la galerie Horace Richter à Jaffa ainsi que lors d’expositions individuelles et collectives à Tel Aviv, Toronto, Ottawa, New York, Florence et Paris.

## Prix et bourses
En 1988, Gutkina reçoit une bourse du ministère israélien de l'Éducation et de la Culture pour une résidence artistique à la Cité internationale des arts à Paris. Au cours de sa vie, elle retourne à plusieurs reprises dans cette institution et y travaille sur certaines de ses principales séries de peintures.
Gutkina reçoit plusieurs prix, dont le prix Gelber-Zil (1982), le prix Joseph-Kolkovsky (1985) et le prix Shoshana-Ish-Shalom (2013), décerné par la Maison des Artistes de Jérusalem.

## Style artistique
Les premières œuvres de Gutkina en Union soviétique se caractérisent par des tons sombres. En Israël, ses œuvres deviennent plus colorées et expressives. Selon la conservatrice et journaliste Rachel Azuz, la qualité de la lumière en Israël a peut-être provoqué ce changement dans le style de Gutkina. La critique d'art Tali Tamir (he) décrit Gutkina comme une artiste ayant atteint « un niveau de liberté personnelle et de puissance colorée créant une qualité picturale qui se justifie en elle-même.» Dans le documentaire “Brushwork” (Travail du pinceau), Gutkina déclare : « La couleur est ma langue maternelle.»
Gutkina explore dans ses œuvres Jérusalem, Paris et Venise, le bouddhisme zen, et consacre de vastes séries à la peinture d'anges et d’oiseaux. Portraits et autoportraits, ainsi que paysages et natures mortes, occupent une place centrale tout au long de sa carrière. L’un de ses portraits le plus connu est celui du rabbin Abraham Isaac Kook, le premier grand rabbin ashkénaze d’Israël. Le tableau est exposé en permanence à la Maison du Rav Kook à Jérusalem.
Gideon Ofrat (en), historien israélien de l'art, identifie dans l’œuvre de Gutkina « une capacité merveilleuse à fusionner la connaissance picturale, avec une conscience moderniste modérée et une profonde sensibilité humaine ». Selon Ofrat, Gutkina « a poursuivi la tradition moderniste russe de Robert Falk, l’artiste qui a fait le lien entre le post-cézannisme parisien et le cubisme russe. »
Lors de l’attribution du prix Shoshana-Ish-Shalom à Gutkina en 2013, le jury, commentant sa décision, déclare : « Les images qui émergent de la peinture de Vera Gutkina oscillent entre le monde spirituel et le monde terrestre. Elles apparaissent ainsi au spectateur comme une sorte de mirage. […] Cette combinaison d’une image qui se meut en subtil équilibre entre figuration et abstraction d’une part, et une technique à la fois graphique et généreuse, d’autre part, confère aux œuvres une grande complexité et un aspect esthétique fascinant. » Les membres du jury soulignent également que « son choix de présenter ses toiles comme des surfaces murales non encadrées évoque des caractéristiques religieuses chrétiennes – des icônes dans des églises reculées, sombres et poussiéreuses – et fusionne les traditions de l’art religieux avec celles de l’art profane.»

## Activité sociale
En 1994, Gutkina mène une lutte sociale et juridique pour la justice et l’indemnisation des victimes d’une fraude financière perpétrée par l'association “Israsov”. Les membres de l’association, sous prétexte d’aider les Juifs russes et de faciliter le transfert de leurs biens en Israël, volent 18 millions de dollars à 600 familles d’immigrants, y compris la mère de Gutkina. Gutkina fonde l’association “Sut”, qui regroupe les victimes de la fraude et est représentée légalement par l’avocat Yaakov Hissdai. À l’issue du procès, Leonid Roitman, qui dirigeait l’association, est reconnu coupable et condamné à dix ans de prison,,. L'État rembourse aux victimes 75 % des sommes qui leur ont été volées.
À cette époque, Gutkina peint une série d’œuvres à contenu politique intitulée “Hachoir à viande”, présentée en exposition individuelle à la Maison des Artistes de Jérusalem en 2002.

## Écriture
Gutkina publie trois livres en russe.
- Toilettes avec des crocodiles (2000) - un livre de souvenirs relatant ses expériences lors de la lutte contre “Israsov”.
- Lors du vernissage : En plein air (2001) - un recueil de pièces coécrit avec Anika Tugarov.
- Dans le labyrinthe (2003) - Un recueil de poèmes.

## Vie privée
En 1983, Gutkina épouse Abrasha Rachkovski, un survivant de l’Holocauste qui avait émigré en Israël depuis l’Union soviétique (Lituanie)[source insuffisante]. Le couple divorce en 1995. Ils ont deux filles, Aviva Rot et Tamar Rachkovski.[réf. nécessaire]
En 2015 sort le documentaire “Visage russe” de Tamar Rachkovski, fille de Gutkina. Ce film documente le travail de Gutkina et explore la relation entre maternité et art.
Gutkina meurt en 2022 et est enterrée au cimetière juif du Mont des Oliviers à Jérusalem.